# Zdravý nemocný
Zdravý nemocný (Le Malade imaginaire) je divadelní hra (comédie-ballet) z roku 1673 o 3 jednáních, doplněná prologem a 3 mezihrami. Autorem je Jean-Baptiste Poquelin neboli Molière. Hudbu ke hře složil Marc-Antoine Charpentier, choreografii vytvořil Pierre Beauchamp. Byla to Molièrova poslední hra. Jakmile v hlavní roli Argana dohrál čtvrté představení této komedie, omdlel, postihlo ho chrlení krve a ještě téhož večera zemřel.

## Děj
Hlavní hrdina se jmenuje Argan a je to chorobný hypochondr. Velmi obtěžuje své okolí a rodinu svými domněnkami o svých nemocech. Ale na druhou stranu je velice šetrný. Chce provdat svou starší dceru Angeliku za synovce svého lékaře Purgona Tomáše Diafoira. Ta má však vyhlédnutého jiného ženicha – Kleanta, učitele hudby.
Toinetta (služebná) ale má jistý nápad, který uskuteční. Převlékne se za doktora a Arganovi doporučí uříznout ruku a vypíchnout oko. Argan zjistí, že vůbec není a ani nebyl nemocen a Toinetta s ním a jeho bratrem Beraldem sehraje divadélko před jeho podlou ženou Belinou, která chce jenom jeho peníze. Argan dělá, že je mrtev a Toinetta ho oplakává na celý dům. Do ložnice vejde Belina, vynadá Toinettě, že pro toho starého dědka pláče. Snaží se Arganovi ukrást klíč od truhly s penězi a cennými papíry. V tom ji ale Argan chytne za ruku, ona zaječí a uteče. Argan si uvědomí, jaký byl blázen. Sehrají stejnou scénku ještě jednou, pro jeho dceru Angeliku. Hned jak se dozví, co se otci stalo, začne plakat a litovat všech hádek mezi nimi. Argan pookřeje a souhlasí se zasnoubením Angeliky s Kleantem, ale s podmínkou, že se Kleant musí stát lékařem.
Nakonec se v jeho domě koná slavnostní promoce, při které je Argan jmenován lékařem.